# Kohautia quartiniana
Kohautia quartiniana är en måreväxtart som först beskrevs av Achille Richard, och fick sitt nu gällande namn av Cornelis Eliza Bertus Bremekamp. Kohautia quartiniana ingår i släktet Kohautia och familjen måreväxter.
Artens utbredningsområde är Etiopien. Inga underarter finns listade i Catalogue of Life.